# Розуміння
Розумі́ння — психологічний стан, який виражає собою правильність ухваленого рішення і супроводжуваний відчуттям упевненості в точності сприйняття або інтерпретації якої-небудь події, явища, факту.
У психолінгвістиці розуміння трактується переважно як результат сприйняття мовного повідомлення.

## Розуміння у філософії
Проблеми розуміння вперше були підняті у філософії. Розуміння як метод гуманітарних наук протиставило поясненню як методу природних наук. У сучасній філософії розуміння досліджує герменевтика.
Об'єкти розуміння: інформація, відомості, знання про навколишній або внутрішній світ суб'єкта.
Суб'єкти розуміння: особа.

## Проблеми розуміння
1. Розуміння не є принципово відмінним від мислення самостійним психічним процесом. Розуміння — це компонент мислення, один із процесів, що його створюють. Розуміння забезпечує встановлення зв'язку розкриваних нових властивостей об'єкта пізнання з вже відомими суб'єктові, формування операціонального сенсу нових властивостей об'єкта і визначення їхнього місця і ролі в структурі розумової діяльності.
2. Для розуміння нового матеріалу (незнайомих фактів, подій тощо) людина завжди повинна вирішити певну розумову задачу, оскільки формування розуміння нового відбувається в процесі розумової діяльності та є її результатом. Коли ж суб'єктові потрібно зрозуміти вже відому подію або явище, те розуміння здійснюється без актуальної участі мислення — це розуміння-спогад. Будь-яка форма даного психологічного феномена при повторному зверненні суб'єкта до пізнавальної ситуації, що породила його, перетворюється на розуміння-спогад.
3. Одні й ті ж три форми розуміння виявляються і в таких видах розумової діяльності, в яких розуміння складає основний психологічний зміст, і в таких, де воно грає допоміжну роль, виявляється компонентом діяльності. В обох випадках для виникнення аналізованого феномена людина повинна вирішити деяке розумове завдання. Те, яка форма розуміння виникає у суб'єкта в конкретній ситуації, зумовлене перш за все характером розумової діяльності: тим, в які об'єктивні обставини, що вимагають розуміння, потрапляє людина і які завдання вона вирішує в цих обставинах.

## Релігійний аспект
У католицизмі розуміння — один із семи дарів Святого Духа.